# Medasina longirama
Medasina longirama är en fjärilsart som beskrevs av Louis Beethoven Prout 1935. Medasina longirama ingår i släktet Medasina och familjen mätare. Inga underarter finns listade i Catalogue of Life.